# 吕兹
吕兹（法語：Luze，法語發音：[lyz]）是法国上索恩省的一个市镇，属于吕尔区。

## 地理
吕兹（47°35'49"N, 6°44'23"E）面积10.69 平方千米，位于法国勃艮第-弗朗什-孔泰大區上索恩省，该省份为法国东部内陆省份，北起顺时针与孚日省、贝尔福地区省、杜省、汝拉省、科多尔省和上马恩省接壤。
与吕兹接壤的市镇（或旧市镇、城区）包括：舍讷比耶、库特南、埃里库尔、埃什南苏蒙沃杜瓦、沙热、埃托邦、贝尔韦讷、尚佩、夸斯沃。
吕兹的时区为UTC+01:00、UTC+02:00（夏令时）。

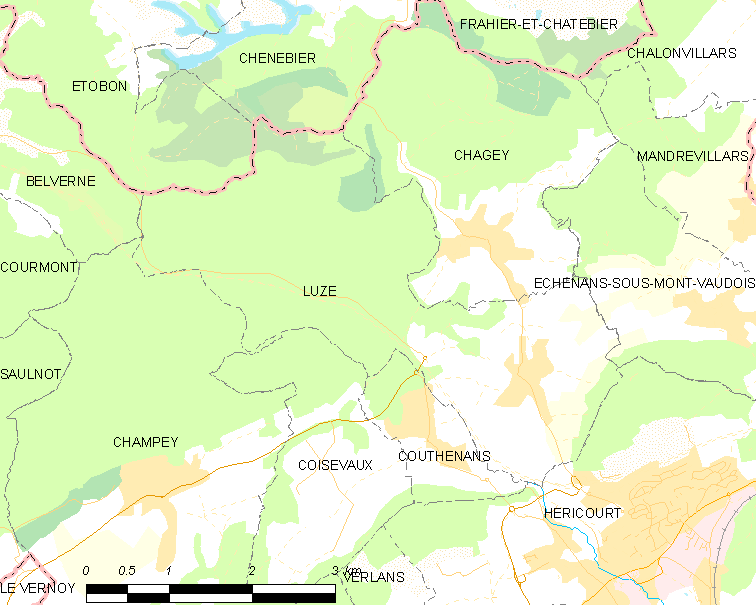
吕兹的OSM定位图

## 行政
吕兹的邮政编码为70400，INSEE市镇编码为70312。

## 政治
吕兹所属的省级选区为埃里库尔第一县。

## 人口

1962-2008年间吕兹人口变化图示

吕兹于2022年1月1日时的人口数量为831人。